# Gare de Napierville Junction
La gare de Napierville Junction est une gare ferroviaire, fermée, du Canadien Pacifique. Elle est située 21, rue Sainte-Marie à Lacolle en Montérégie au Québec.

## Histoire
Une première gare construite en bois et détruite par un incendie en 1929. Elle a été reconstruite en 1930 dans le style « château », selon les plans de l'architecte  Charles Réginald Tetley (1886-1960), qui s'inspire notamment des manoirs écossais et de l'architecture des châteaux de la Loire.
Elle a joué un rôle important dans l'histoire du chemin de fer au Québec. La ligne reliant Montréal à Rouses Point dans l'État de New York atteint Lacolle en 1853.

## Patrimoine ferroviaire
La gare est reconnue en tant que gare ferroviaire patrimoniales en 1991. Elle a été citée immeuble patrimonial la même année par la municipalité de Lacolle.

Le bâtiment en 2012
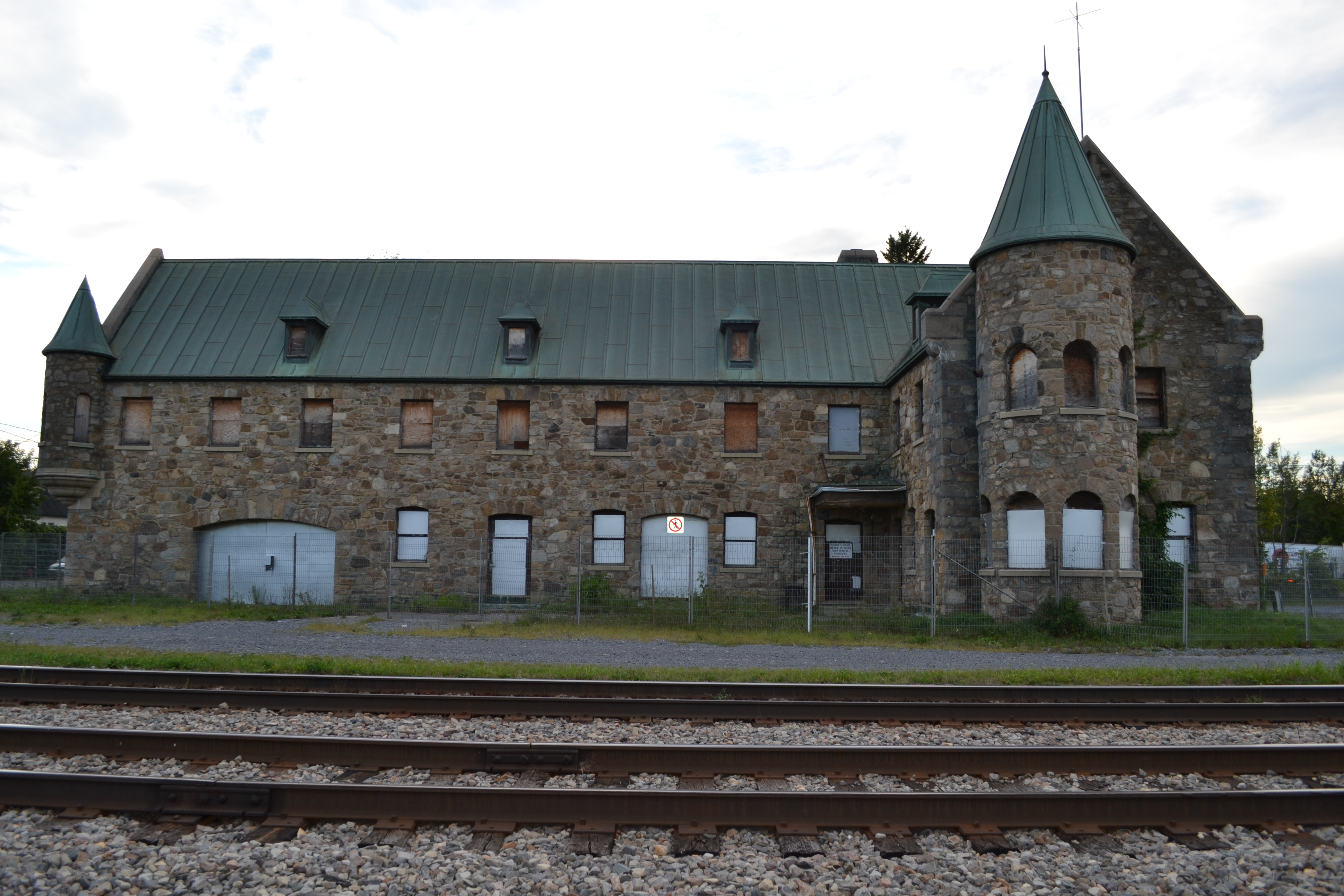
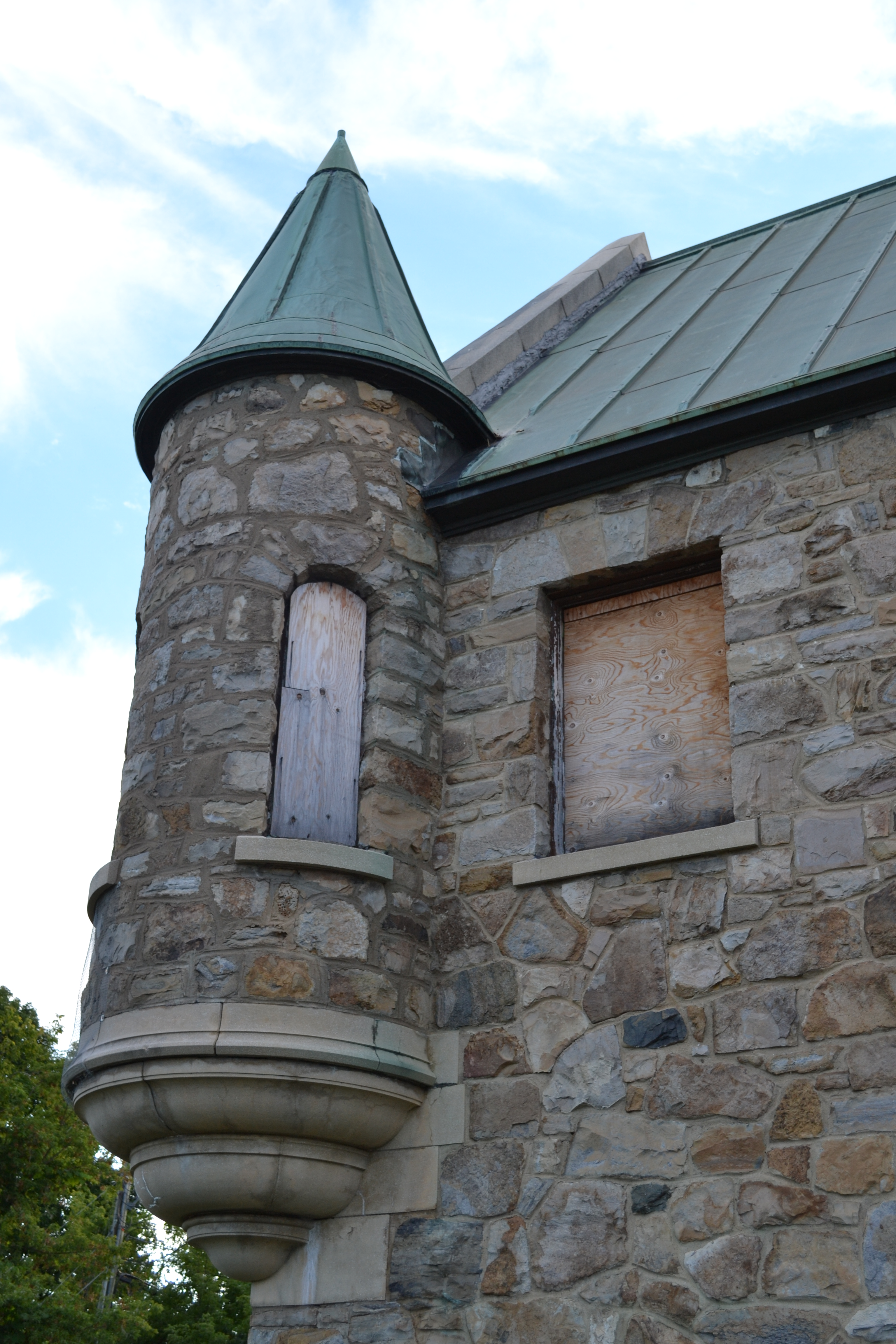
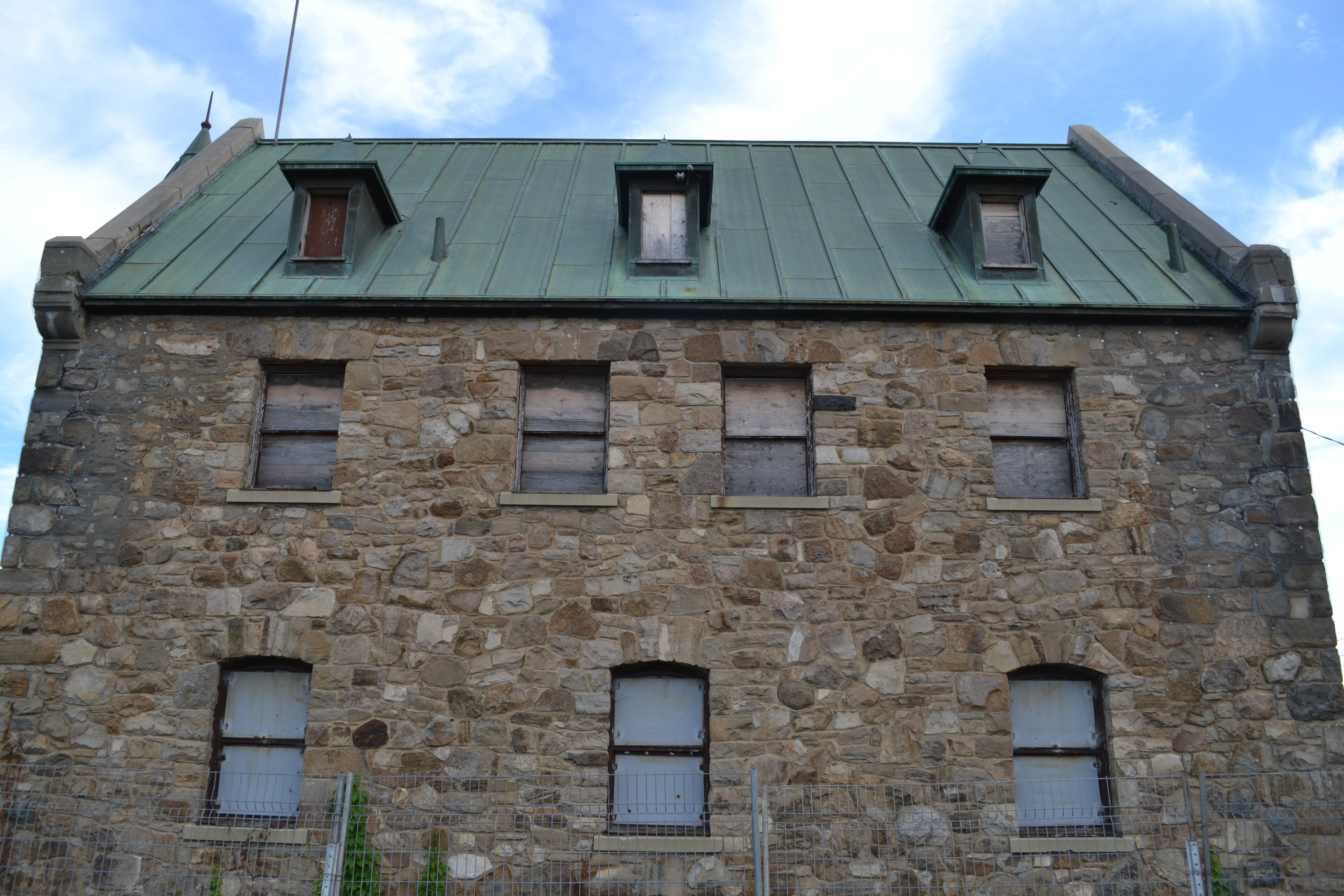